# Jornal de Piracicaba
O Jornal de Piracicaba é um jornal publicado na cidade de Piracicaba (São Paulo) de terça-feira a domingo. 

Possui cadernos voltados para reportagens políticas, culturais, de esportes e cadernos especiais de fim de semana, agronegócios, crianças, mulheres e datas especiais. Edita a Revista Arraso. Líder de mercado na região, comprovado pelo Instituto Verificador de Circulação (IVC) ocupa lugar de destaque no segmento de mídia impressa no interior do estado.

## Editorias e sessões
- Leitor (cartas dos leitores)
- Opinião
- Cidade (Caderno A - Cotidiano, Política, Polícia, Educação, Falecimentos)
- Ciência + Saúde
- Conjuntura (Caderno B - Economia, Brasil, Mundo)
- Esportes
- Cultura (Caderno C)
- Classificados e Pequenos Anúncios

## Cadernos especiais
- Não contém cadernos especiais.

## História
Integra o grupo restrito de jornais brasileiros com mais de 100 anos de circulação diária e ininterrupta. O Jornal de Piracicaba nasceu em 4 de agosto de 1900, em meio à intensa agitação econômica e cultural da Piracicaba no início do século XX. Criado pelo engenheiro Manoel Buarque de Macedo, seu primeiro gerente foi Alberto da Cunha Horta e seu primeiro redator foi Antonio Pinto de Almeida Ferraz.
Até 1939 o Jornal de Piracicaba pertenceu a diversos proprietários e teve vários chefes de redação. Desta fase, destaca-se o período no qual pertenceu a João Franco de Oliveira (1912-1939) e teve sua redação comandada por Leandro Guerrini.
Em 19 de março 1939 foi vendido à firma J. R. Losso & Cia., de propriedade de José Rosário Losso, comerciante, e de seus filhos, o pintor Eugênio Luiz Losso e o médico Fortunato Losso Netto. A edição de 26 de março do mesmo ano foi a primeira sob o comando dos novos proprietários. José Rosário Losso deixou a sociedade em 1942, durante a II Guerra Mundial. Eugênio Luiz Losso trabalhou no jornal até 1974, ano de seu falecimento. Fortunato Losso Netto passou 46 anos à frente do jornal. A família Losso é a atual proprietária do Jornal de Piracicaba.